# Ploujne
 (septembre 2016).
Ploujne (en ukrainien : Плужне ; en polonais : Płużne) est un village du raion d'Iziaslav, dans l'oblast de Khmelnitski, en Ukraine. Sa population s'élevait à 2 695 habitants en 2011.

## Géographie
Pluzhne est située dans le raion d'Iziaslav, à 90 km au nord — nord-ouest de Khmelnitski et à 285 km à l'ouest de Kiev.

## Histoire
Le village est fondé en 1576.

## Démographie
La plupart de la population était en 1978 — 5600 habitants.

## Personnalités
- Antoni Barnaba Jabłonowski (1732—1799), knèze, aristocrate et politique polonais.
- Dmytro Tymoshchuk (1919—1999), Héros de l'Union soviétique.
- Edward Tyszkiewicz, grave.
- Kazymyr Piontkovskyj (1924—2007), cavalier croix d'argent Ordre militaire de Virtuti Militari.
- Roman Bortnyk (1908—1945), Héros de l'Union soviétique.
- Victor Yarotskiy (1975), biophysicien ukrainienne et américaine.

## Galerie

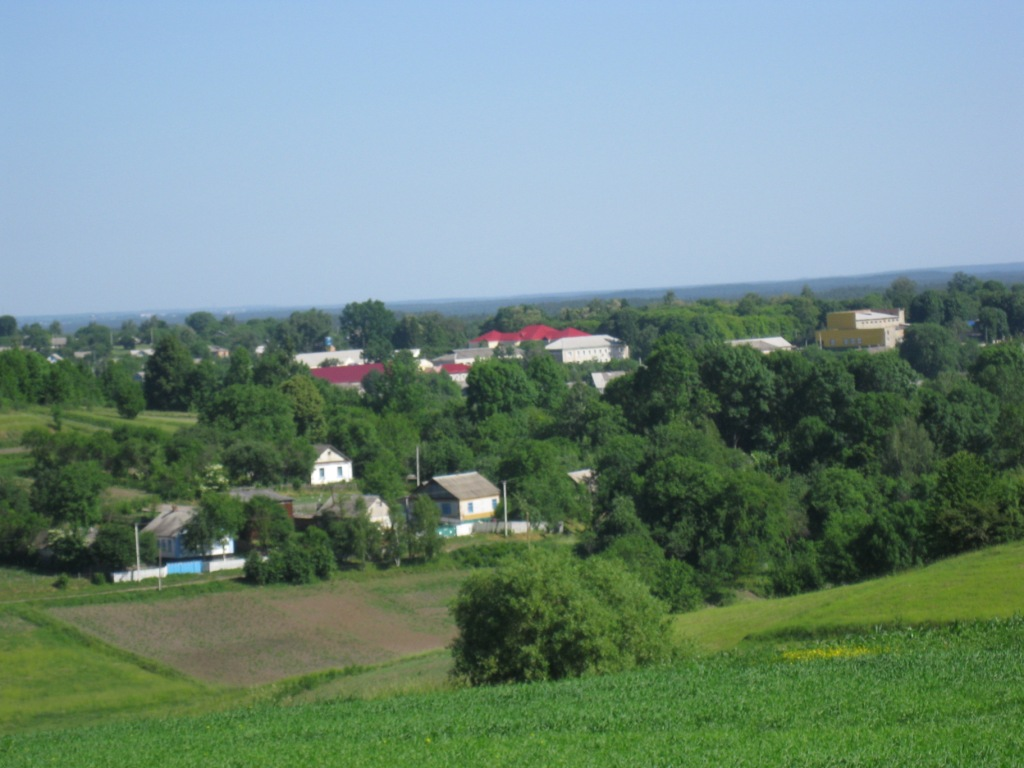
Centre village
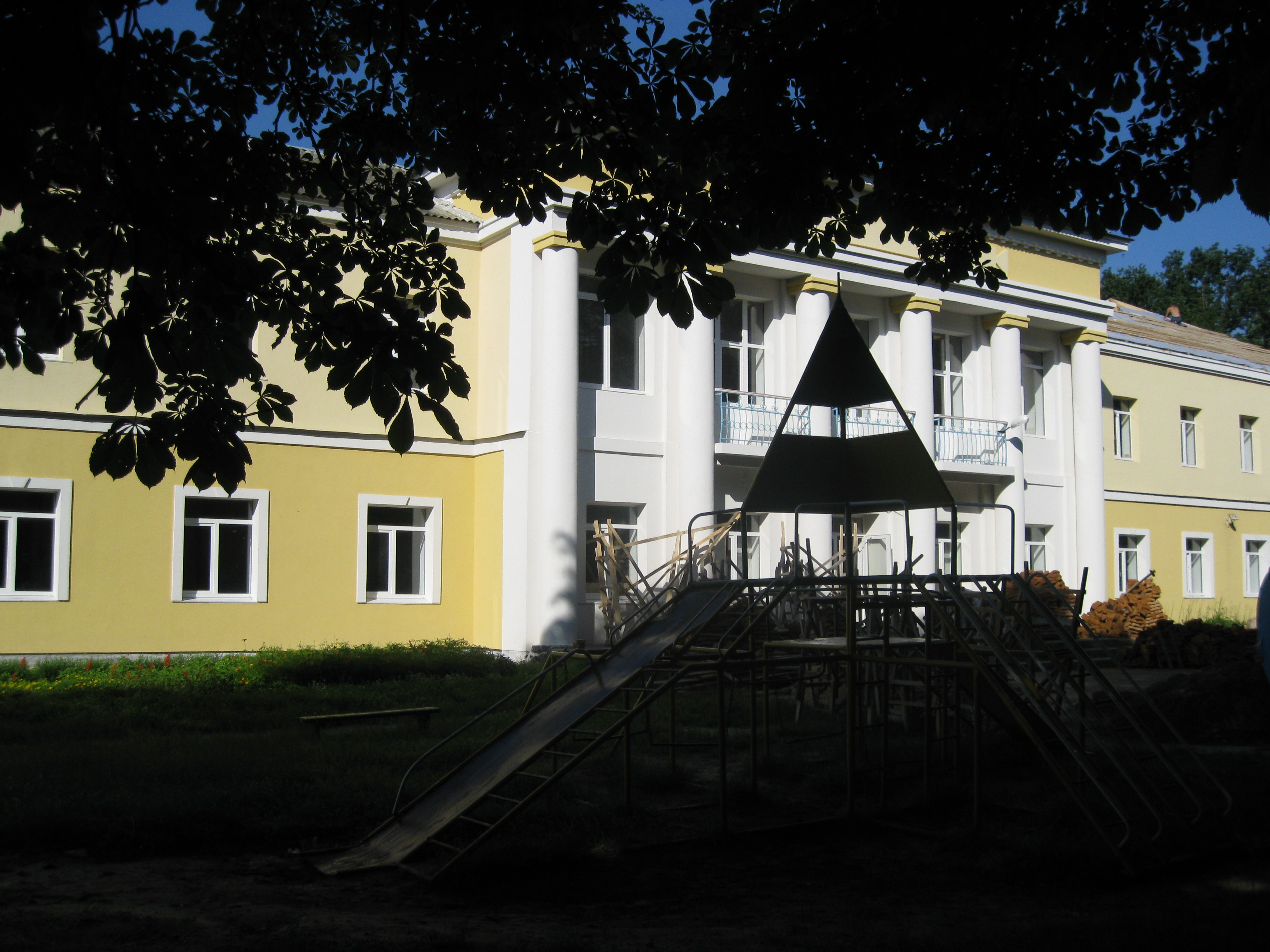
Pensionnat
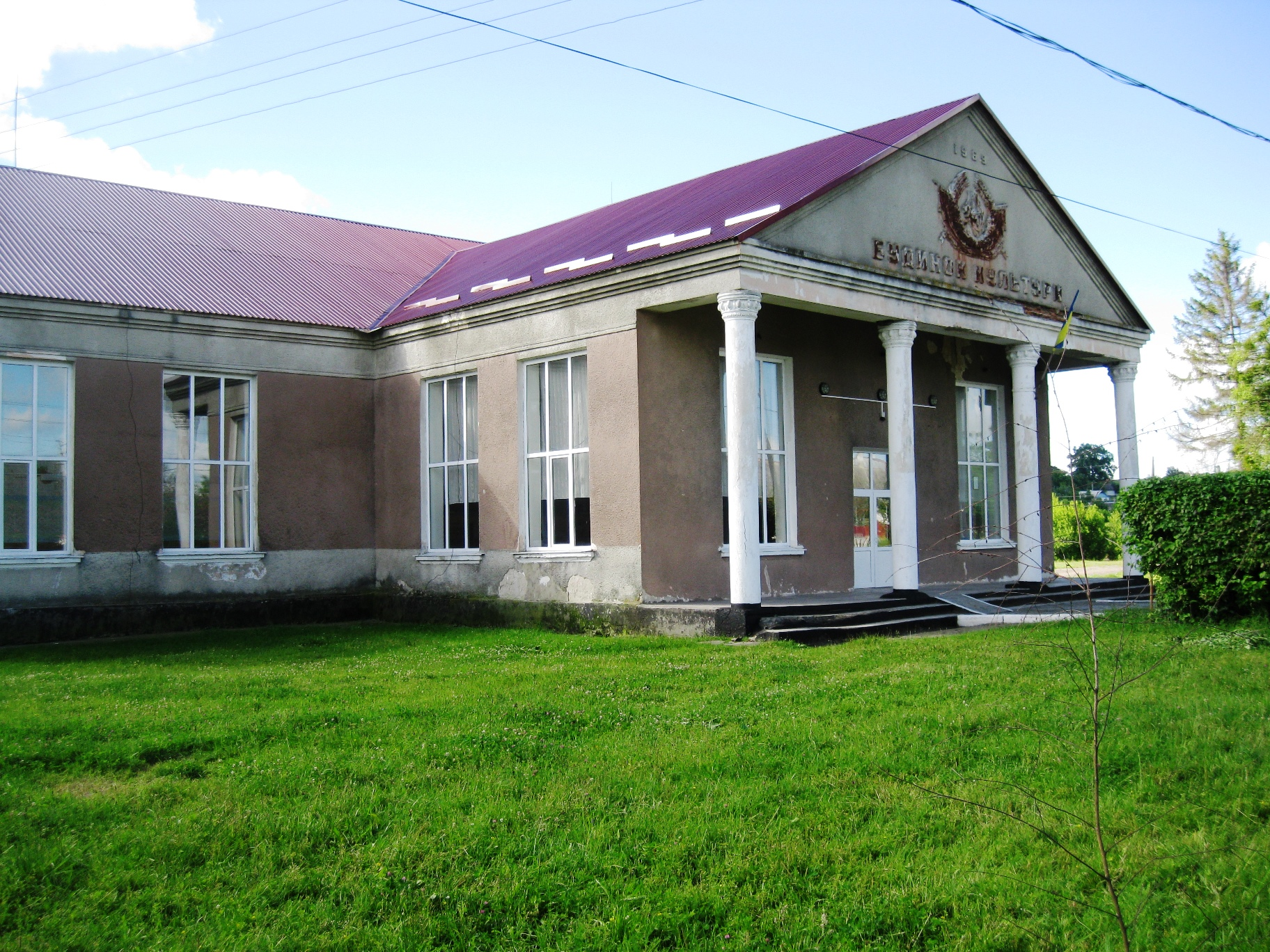
House de la culture
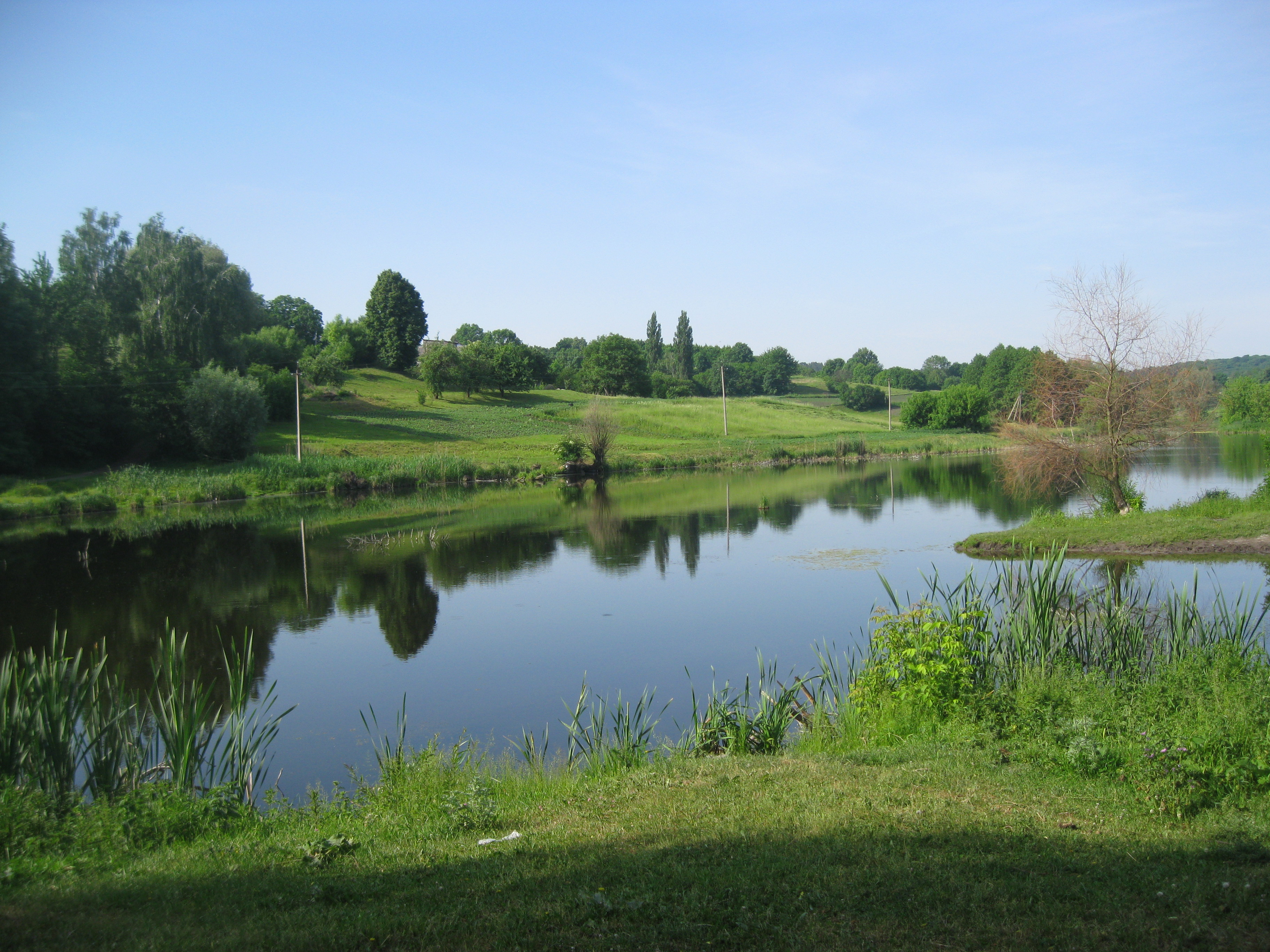
Un étang